# Quark charm
Il quark charm (solitamente abbreviato in quark c) è un quark di seconda generazione con una carica elettrica positiva di +2⁄3 e. Con 1,3 GeV (poco più della massa del protone) è il terzo per massa tra tutti i quark.
La sua esistenza fu ipotizzata nel 1964 da Bjorken e Glashow, ed inserita nel modello standard delle interazioni deboli nel 1970 dallo stesso Sheldon Glashow, da John Iliopoulos e Luciano Maiani.
Fu osservato per la prima volta nel 1974 con la scoperta del mesone incanto J/ψ, contemporaneamente da un gruppo guidato da Burton Richter allo SLAC e da un gruppo guidato da Samuel C.C. Ting al Brookhaven National Laboratory (BNL).
Nell'agosto 2022, riesaminando 35 anni di ricerche, è stato provato che i protoni contengono charm quark. Sebbene la loro massa sia 1.5 volte quella del protone, quando sono contenuti al suo interno, essa vale solo la metà del composto.

## Adroni che contengono quark charm
Tra gli adroni che contengono quark charm, si includono:
- I Mesoni D, che contengono un quark charm (o la sua antiparticella) e un quark down o up.
- I Mesoni Ds, che contengono un quark charm e uno strange.
- Ci sono molte particelle che possiedono stati charmonium, per esempio la particella J/ψ. Queste sono composte da un quark charm e dalla sua antiparticella.
- Sono stati osservati barioni charm, e chiamati in maniera analoga ai barioni strange.